# Шум (фильм, 2007)
«Шум» (англ. 	Noise) — художественный фильм 2007 года с Тимом Роббинсом в главной роли.

## Сюжет
Сюжет рассказывает о жителе Нью-Йорка Дэвиде Оуэне, которого постоянно раздражает доносящийся с улиц шум. Он решает бороться с основными источниками шума — автомобилями — просто разбивая их, за что и попадает в полицию на сутки. Однако вскоре жена Дэвида предлагает переехать из относительно спокойного района в центр мегаполиса, тем самым ещё больше усугубляя проблему.

## В ролях
| Актёр             | Роль                   |
| ----------------- | ---------------------- |
| Тим Роббинс       | Дэвид Оуэн             |
| Бриджет Мойнэхэн  | Хелен Оуэн             |
| Уильям Хёрт       | Mayor Schneer          |
| Маргарита Левиева | Екатерина Филипповна   |
| Гэбриэлль Бреннан | Крис Оуэн              |
| Мария Бальестерос | Груска                 |
| Уильям Болдуин    | Mayor's Chief of Staff |